# Juanes MTV Unplugged
Juanes MTV Unplugged là album thứ sáu của ca sĩ-nhạc sĩ Juanes, và album đầu tiên được ghi hoàn toàn sống. Ngày phát hành của nó được lên kế hoạch cho các ngày 29 tháng 5 năm 2012, được ghi lại vào ngày 1 tháng 2 năm đó tại Miami, Mỹ. Sản xuất của album đã được dẫn dắt bởi nhạc sĩ Juan Luis Guerra và sự tham dự của Joaquin Sabina và Paula Fernandes trên sân khấu. Đĩa đơn đầu tiên từ sản xuất được phát hành vào ngày 5 tháng 3 năm 2012 và bao gồm một bài hát chưa được phát hành ghi lại trong buổi hòa nhạc được gọi là "Tín hiệu".

## Track listing
- "Fíjate Bien" 	Juanes
- "La Paga" 	Juanes
- "Nada Valgo Sin Tu Amor" 	Juanes
- "Es Por Tí" 	Juanes
- "Todo en Mi Vida Eres Tú" 	Juanes
- "A Dios le Pido" 	Juanes
- "Hoy Me Voy" (có sự tham gia của Paula Fernandes)	Juanes
- "Volverte a Ver" 	Juanes
- "La Camisa Negra" 	Juanes
- "Azul Sabina" (có sự tham gia của Joaquín Sabina)
- "Para Tu Amor"
- "La Señal" 	Juanes	3:42
- "Me Enamora" 	Juanes
- "Odio por Amor" Juanes